# سونیک ادونچر ۲
سونیک ادونچر ۲ یا ماجراجویی سونیک ۲ (به انگلیسی: Sonic Adventure 2) یک بازی پرشی می‌باشد که توسط سونیک تیم آمریکا توسعه‌یافته و توسط سگا برای دریم‌کست در سال ۲۰۰۱ منتشر گردید. این بازی دو داستان خیر در برابر شر را شامل می‌شود: سونیک، مایلز «تیلز» پراور و ناکلز اکیدنا در پی نجات جهان هستند، در حالی که شدو خارپشت، دکتر اگمن و روژ خفاش در تلاش‌اند تا آن را تحت تسلط خود درآورند. داستان‌ها در سه سبک مختلف گیم‌پلی تقسیم شده‌اند: برای سونیک و شدو پلتفرمینگ سریع، برای تیلز و اگمن تیراندازی سوم شخص، و برای ناکلز و روژ اکشن-ماجراجویی. مانند بازی‌های قبلی سونیک خارپشت، بازیکن در اینجا نیز با جمع‌آوری حلقه‌ها و شکست دادن دشمنان، مراحل را یکی پس از دیگری پشت سر می‌گذارد. بیرون از گیم‌پلی اصلی، بازیکنان این فرصت را دارند تا با چائوی خود، که حیوان خانگی مجازی به حساب می‌آید، تعامل داشته باشند و در نبردهای چندنفره با یکدیگر به رقابت بپردازند.